# Musée de Basse-Saxe
Le Musée régional de Basse-Saxe (en allemand : Niedersächsisches Landesmuseum Hannover) est un musée pluridisciplinaire, situé à Hanovre, en Allemagne. Il accueille la Galerie régionale (Landesgalerie), dans laquelle sont exposés des tableaux et des sculptures du Moyen Âge au XXe siècle, ainsi que des départements d'archéologie, d'histoire naturelle et d'ethnologie. Le musée comprend également un vivarium, où l'on peut voir des poissons, des amphibiens, des reptiles et des arthropodes.

## Histoire

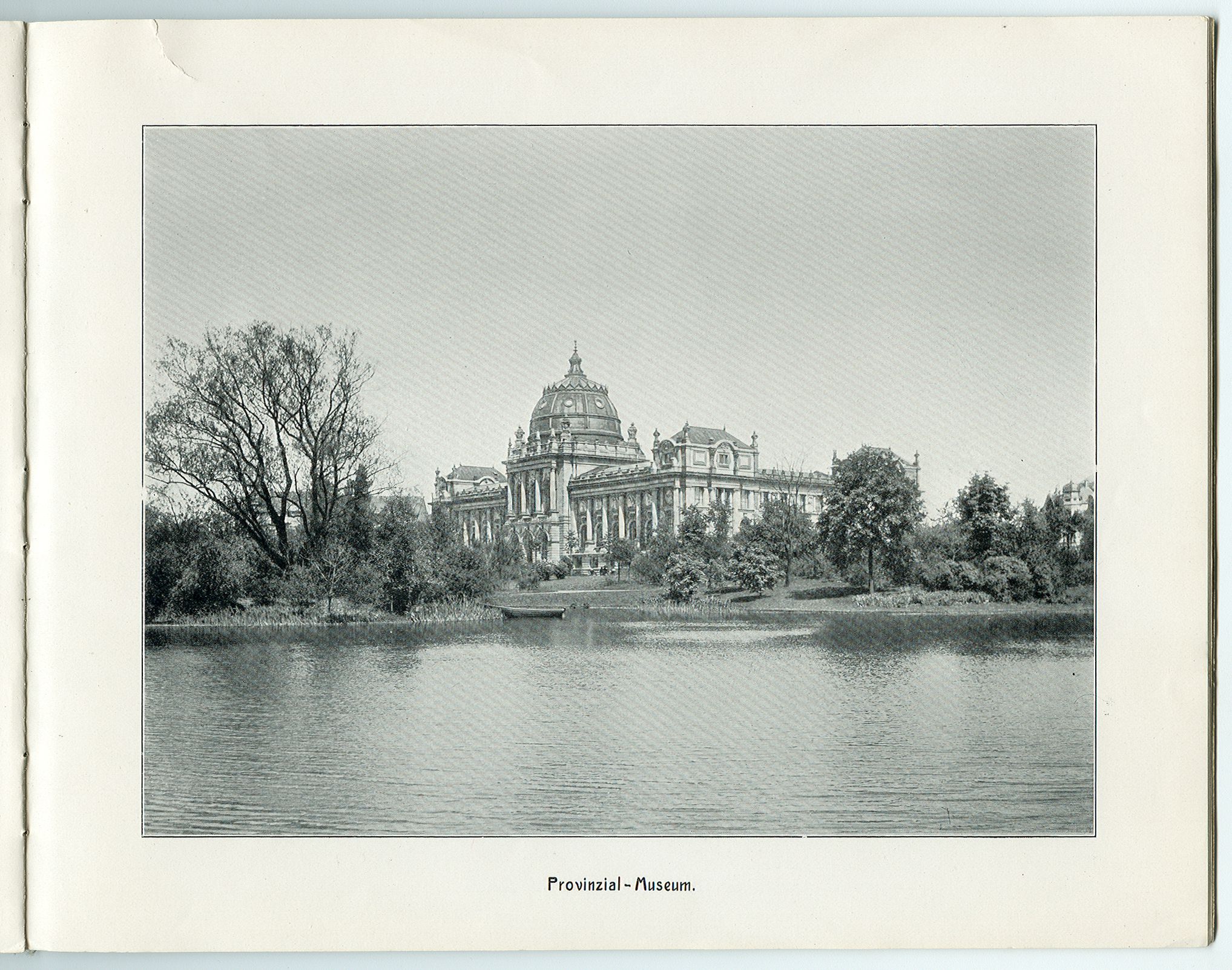
Le Musée provincial, vers 1900, avec la grande coupole.

Le musée a été inauguré en 1856, sous le nom de « musée des Arts et des Sciences » (Museum für Kunst und Wissenschaft), par le roi George V de Hanovre. Le bâtiment actuel, en bordure du Maschpark, a été achevé en 1902, dans un style néo-Renaissance. La frise en relief de la façade, intitulée « Moments clés de l'évolution de l'humanité » (Hauptmomente in der Entwicklung der Menschheit), a été créée par l'artiste hanovrien Georg Herting. Le musée a pris son nom actuel en 1950.
La coupole au-dessus de l'avant-corps central a été détruite par les bombes alliées pendant la Seconde Guerre mondiale. D'importants travaux de rénovation et de modernisation ont été effectués à l'intérieur de 1995 à 2000. La réouverture a eu lieu le 13 mai 2000 dans le cadre de l’Expo 2000.

## Collections

### Galerie régionale
La Galerie régionale (Landesgalerie) présente des œuvres du XIe au XXe siècle. La collection comprend des œuvres allemandes et italiennes de la Renaissance et du baroque, des peintures flamandes et hollandaises du XVIIe siècle, des peintures danoises des XIXe et XXe siècles (par exemple, de Constantin Hansen) et une salle d'estampes présentant de vieux maîtres allemands, des dessins néerlandais, des estampes du XIXe siècle et des dessins d'impressionnistes allemands. Parmi les artistes les plus connus figurent Rembrandt, Rubens et Dürer.
Les autres points forts de la galerie comprennent des peintures impressionnistes allemandes et françaises, des œuvres de Max Liebermann, Lovis Corinth, Max Slevogt, et des œuvres majeures des membres du groupe de la Künstlerkolonie Worpswede, comme Bernhard Hoetger , Fritz Overbeck, Otto Modersohn ou Paula Modersohn-Becker. La série Tageszeitenzyklus (« Le Cycle des Jours ») en quatre pièces de Caspar David Friedrich est la seule série complète de ce type de ce peintre réunie dans un seul musée.

Le Cycle des moments de la journée de Caspar David Friedrich
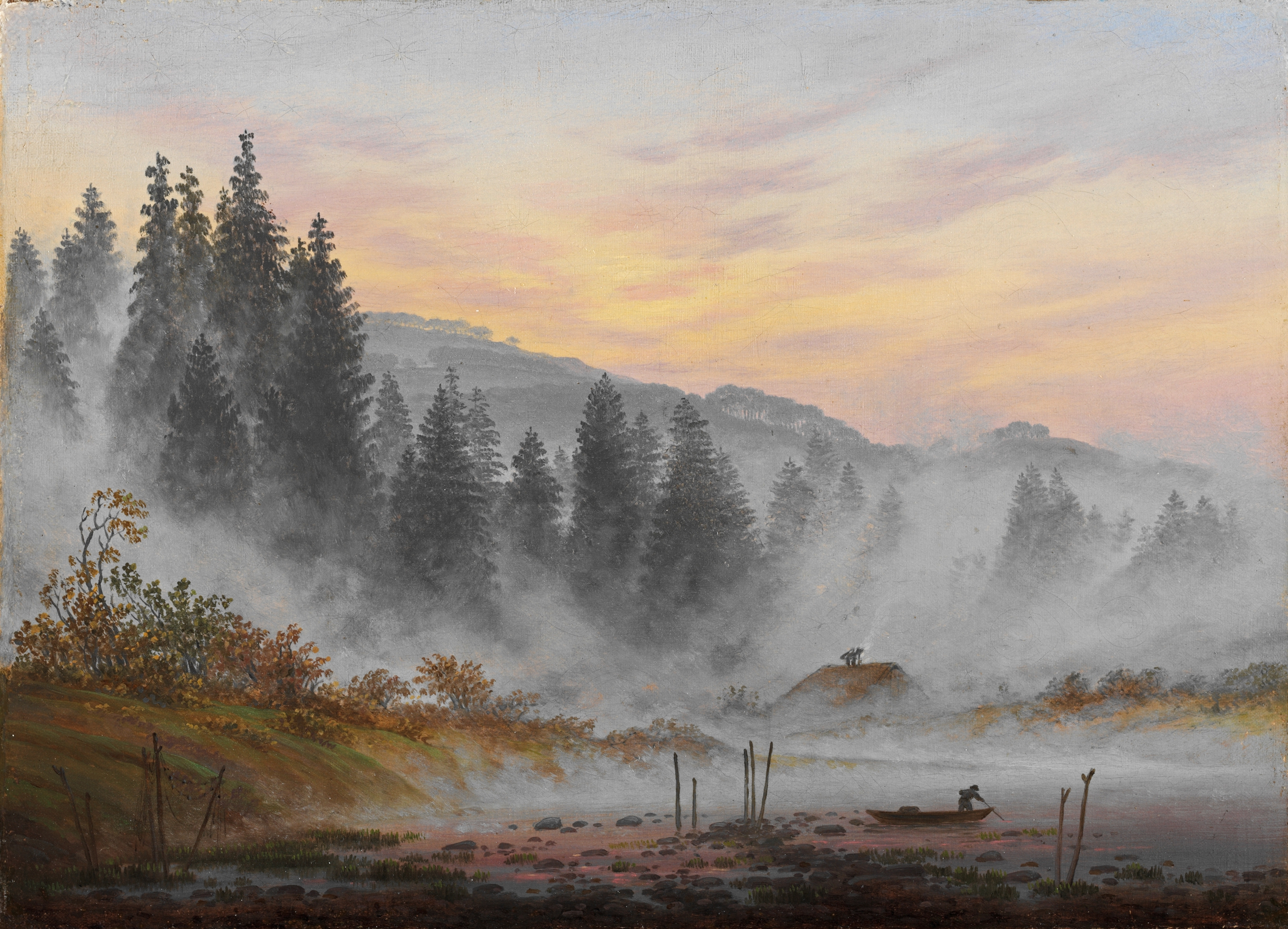
Le matin
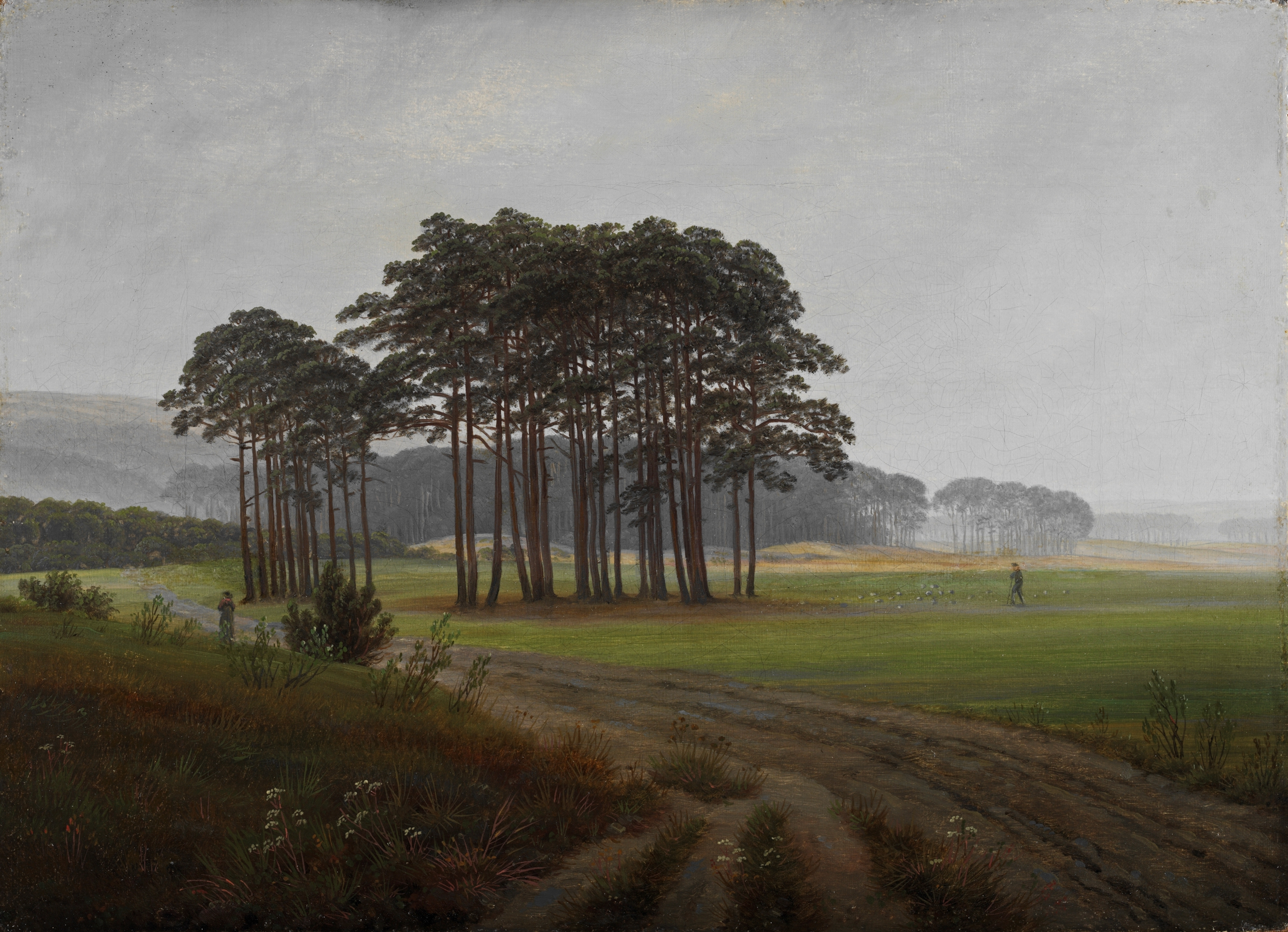
Le midi
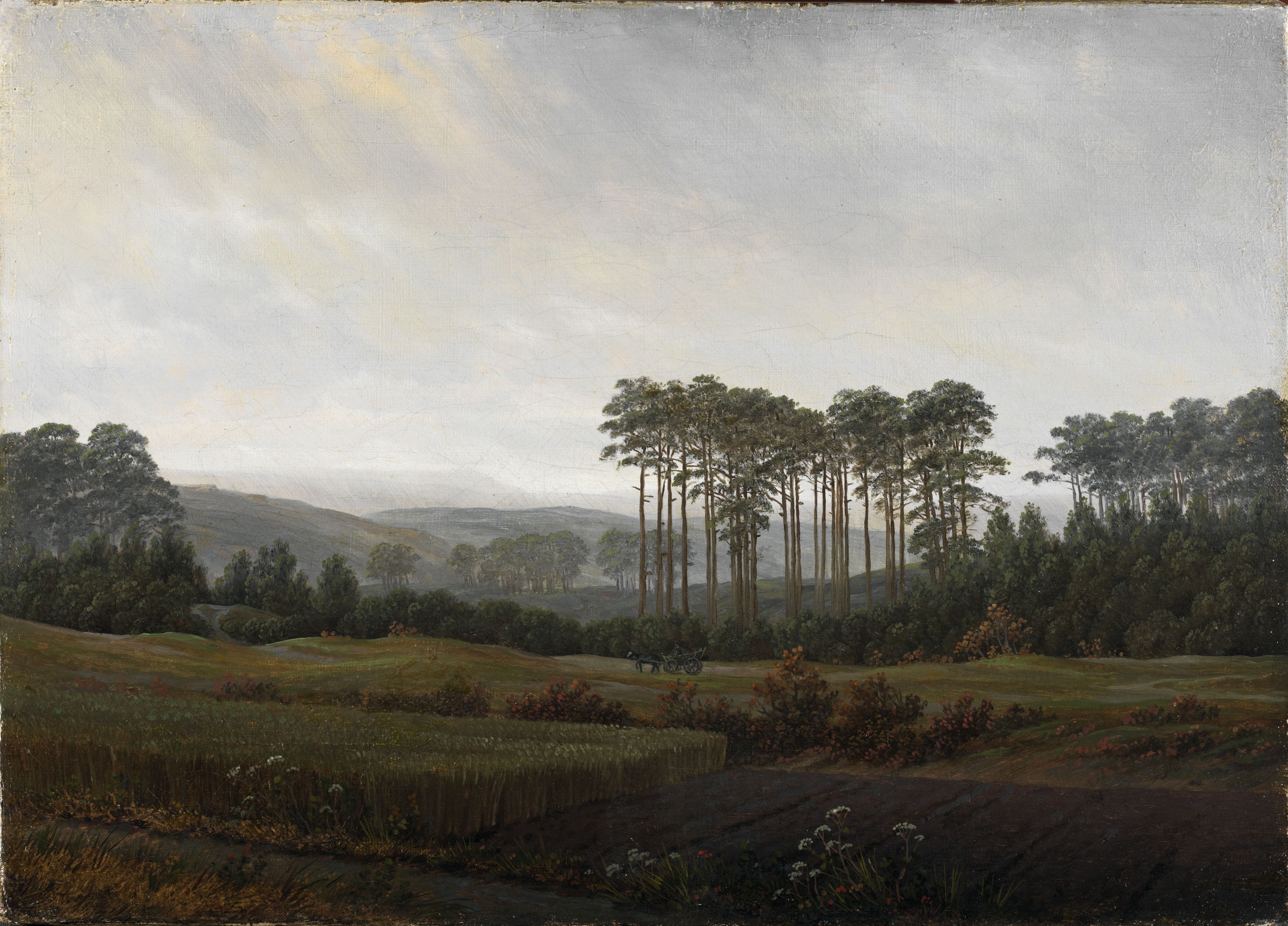
L'après-midi
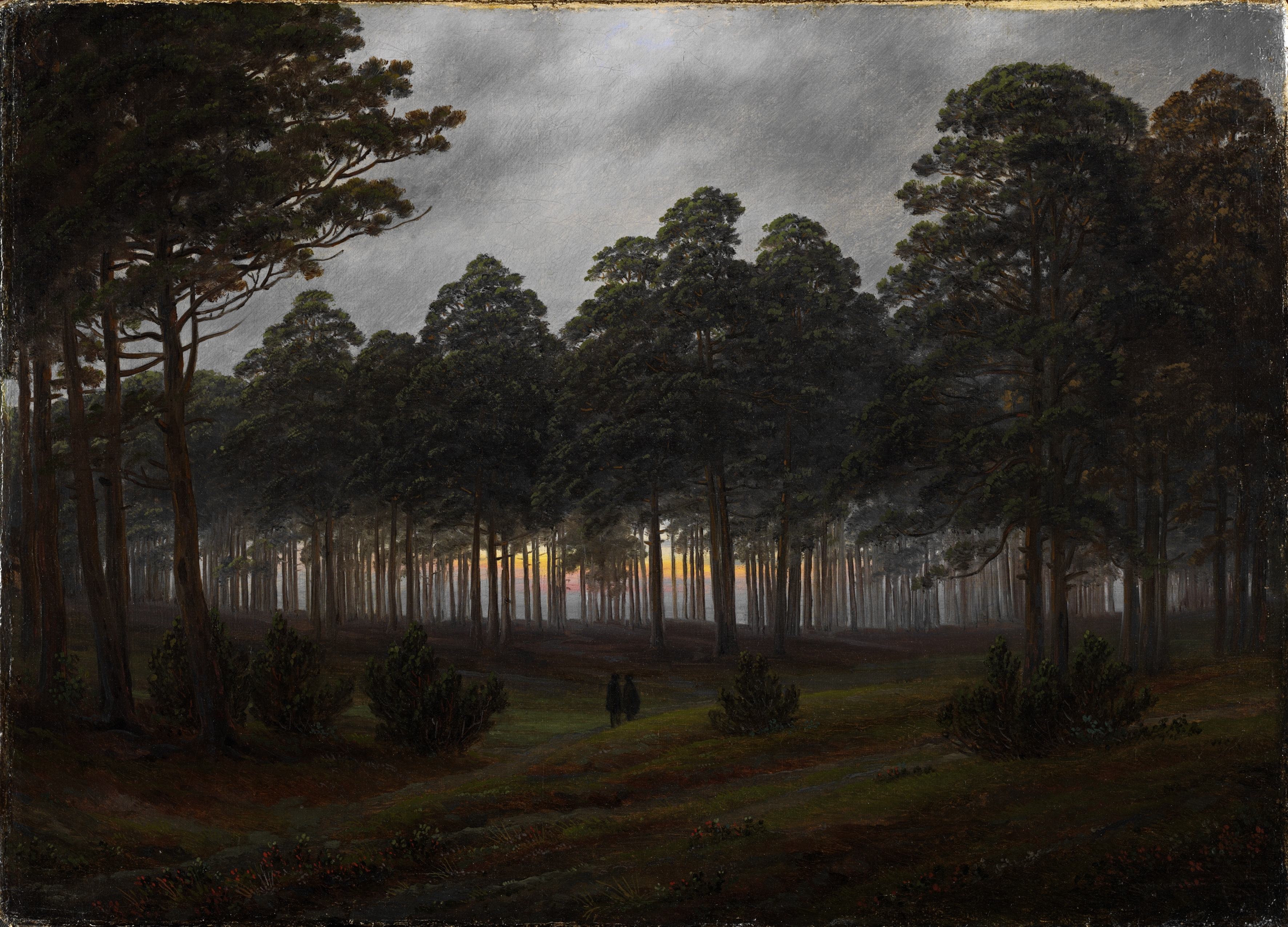
Le Soir

#### Peintres exposés
- Botticelli :  plusieurs tableaux, dont une Annonciation ;
- Lucas Cranach l'Ancien
- Pontormo
- Alessandro Longhi
- Andreas Achenbach
- Carl Spitzweg
- Franz von Lenbach
- Friedrich August von Kaulbach
- Jan Weenix
- Laurits Andersen Ring (1854–1933)
- Lovis Corinth
- Claude Monet[4]
- Alfred Sisley[5]

#### Peinture allemande

##### Moyen Âge
| Images | Artistes          | Titres                                               | Dates | Remarques |
| ------ | ----------------- | ---------------------------------------------------- | ----- | --------- |
|        | Bertram de Minden | Retable de la Passion : Le Christ devant Pilate      | 1390  |           |
|        | Bertram de Minden | Retable de la Passion : Le Couronnement de la Vierge | 1390  |           |
|        | Bertram de Minden | Retable de la Passion : La Crucifixion               | 1394  |           |

##### Renaissance
| Images | Artistes               | Titres                                      | Dates   | Remarques                     |
| ------ | ---------------------- | ------------------------------------------- | ------- | ----------------------------- |
|        | Lucas Cranach l'Ancien | Le Christ et saint Jean Baptiste            | 1515-20 |                               |
|        | Lucas Cranach l'Ancien | Vénus et Amour                              | 1515-20 |                               |
|        | Lucas Cranach l'Ancien | Martin Luther                               | 1528    |                               |
|        | Lucas Cranach l'Ancien | Katharina von Bora                          | 1528    | Épouse de Luther              |
|        | Lucas Cranach l'Ancien | Le Martyre des sept fils de sainte Félicité | 1530-35 |                               |
|        | Lucas Cranach l'Ancien | Luther sur son lit de mort                  | 1546    | Œuvre de l'atelier du peintre |
|        | Hans Holbein le Jeune  | Portrait de Philippe Mélanchton             | 1535    |                               |

##### XVIIIeetXIXesiècles
| Images | Artistes                          | Titres                                   | Dates   | Remarques                                                                            |
| ------ | --------------------------------- | ---------------------------------------- | ------- | ------------------------------------------------------------------------------------ |
|        | Johann Heinrich Wilhelm Tischbein | Scène de famille                         | 1778    |                                                                                      |
|        | Caspar David Friedrich            | Matinée (Sortie des bateaux)             |         |                                                                                      |
|        | Leo von Klenze                    | Place devant la cathédrale d'Amalfi      | 1859    |                                                                                      |
|        | Ferdinand Georg Waldmüller        | Prière du soir                           | 1846    |                                                                                      |
|        | Ernst Ferdinand Oehme             | Les Ruines de Kamaik, en Bohème          | 1852    |                                                                                      |
|        | Carl Blechen                      | Baigneuses                               | 1834    |                                                                                      |
|        | Carl Spitzweg                     | Sérénade                                 | 1854    |                                                                                      |
|        | Carl Spitzweg                     | Chanteur des rues italien                | 1855    |                                                                                      |
|        | Franz von Lenbach                 | Paysage avec une église                  | 1855    |                                                                                      |
|        | Franz von Lenbach                 | Après l'orage                            | 1855    |                                                                                      |
|        | Franz von Lenbach                 | Paysanne et son enfant                   | 1861    |                                                                                      |
|        | Franz von Lenbach                 | Le Prince de Bismarck                    | 1895    |                                                                                      |
|        | Anselm Feuerbach                  | Concert d'enfants                        | 1860    |                                                                                      |
|        | Anselm Feuerbach                  | Nanna                                    | 1864    | Un des portraits d'Anna Risi, née à Rome en 1835, modèle et muse d'Anselm Feuerbach. |
|        | Karl von Piloty                   | L'Assassinat de César                    | 1865    |                                                                                      |
|        | Anselm Feuerbach                  | Autoportrait                             | 1878    |                                                                                      |
|        | Hans von Marées                   | Zouave                                   | 1860    |                                                                                      |
|        | Hans Thoma                        | Chanson dans la verdure                  | 1885    |                                                                                      |
|        | Hans Thoma                        | Mère et enfant                           | 1885    |                                                                                      |
|        | Hans Thoma                        | Le Randonneur en Forêt-Noire             | 1891    |                                                                                      |
|        | Hans Makart                       | Portrait de Cécile von Munkácsy          | 1875    |                                                                                      |
|        | Carl Schuch                       | Venise, abbaye de San Gregorio           | 1878    |                                                                                      |
|        | Carl Schuch                       | Vue d'Olevano, près de Salerne           | 1875    |                                                                                      |
|        | Carl Schuch                       | Moulin sur l'eau, près du Saut du Doubs  | 1887    |                                                                                      |
|        | Max Liebermann                    | Travailleurs dans un champ de betteraves | 1874-76 |                                                                                      |
|        | Max Liebermann                    | Une route dans la campagne hollandaise   | 1885    |                                                                                      |
|        | Max Liebermann                    | Une vieille femme et ses chèvres         | 1889    |                                                                                      |
|        | Fritz von Uhde                    | À l'atelier, l'artiste et son épouse     | 1881    |                                                                                      |

XXe siècle
| Images | Artistes                                  | Titres                                                      | Dates | Remarques |
| ------ | ----------------------------------------- | ----------------------------------------------------------- | ----- | --------- |
|        | Friedrich August von Kaulbach (1850–1920) | Étude pour un portrait de la chanteuse Géraldine Farrar     | 1906  |           |
|        | Lovis Corinth (1858–1925)                 | La Nudité                                                   | 1908  |           |
|        | Lovis Corinth                             | L'artiste et sa famille                                     | 1909  |           |
|        | Max Liebermann                            | Le Biergarten                                               | 1915  |           |
|        | Max Liebermann                            | Autoportrait                                                | 1916  |           |
|        | Lovis Corinth                             | Nu debout                                                   | 1911  |           |
|        | Lovis Corinth                             | Suzanne et les vieillards                                   | 1923  |           |
|        | Franz von Stuck (1863–1928)               | Nymphe à la source avec un faune                            | 1911  |           |
|        | Walter Leistikow                          | Lac de Grünheide                                            | 1907  |           |
|        | Max Slevogt                               | L'Homme aux perroquets                                      | 1901  |           |
|        | Max Slevogt                               | Berlin, la vente aux enchères de la collection Huldschinsky | 1928  |           |
|        | Paula Modersohn-Becker                    | Paysage de Worpswede avec une maison rouge                  | 1900  |           |
|        | Paula Modersohn-Becker                    | Bergère et ses moutons                                      | 1903  |           |
|        | Paula Modersohn-Becker                    | Jeune fille accroupie avec une cigogne                      | 1907  |           |
|        | Paula Modersohn-Becker                    | Nu au chapeau noir                                          | 1907  |           |

### Histoire naturelle
Le département d'histoire naturelle possède un vivarium accueillant des poissons, amphibiens et reptiles indigènes et exotiques. Il présente un modèle grandeur nature d'un iguanodon, intégré dans une exposition qui montre l'évolution de cette espèce au fil du temps.
Le département propose également des expositions zoologiques, botaniques, anthropologiques, géographiques et géologiques sur l'histoire primitive des régions de Basse-Saxe, notamment les montagnes du Harz, les landes et la côte de la mer du Nord. Le musée possède aussi une météorite (« météorite Gibeon »), vieille de plus de quatre milliards d'années.

### Archéologie

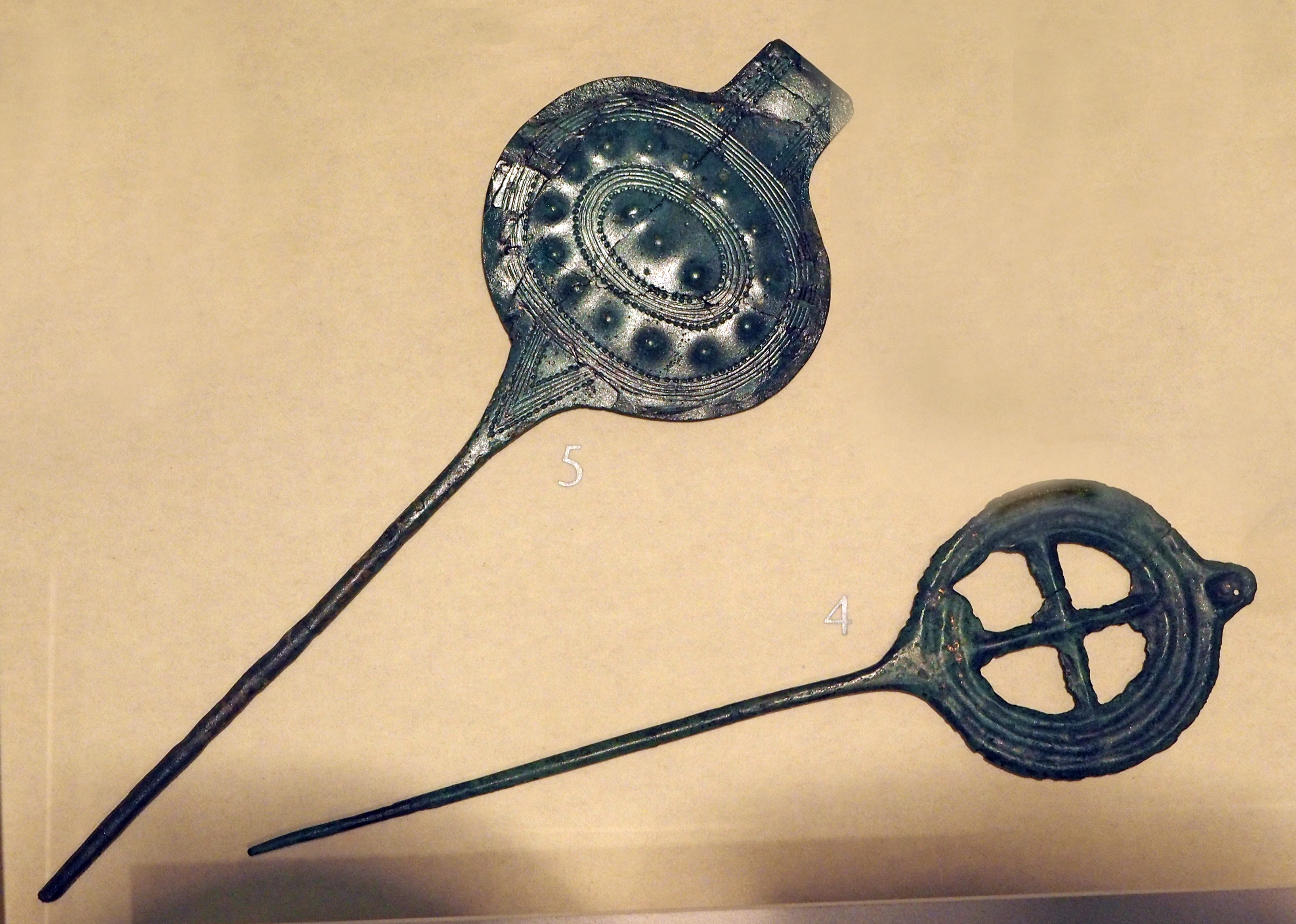
Fibule à roue provenant de fouilles de Beckedorf, et à disque, des fouilles de Wardböhmen, du Bronze ancien.

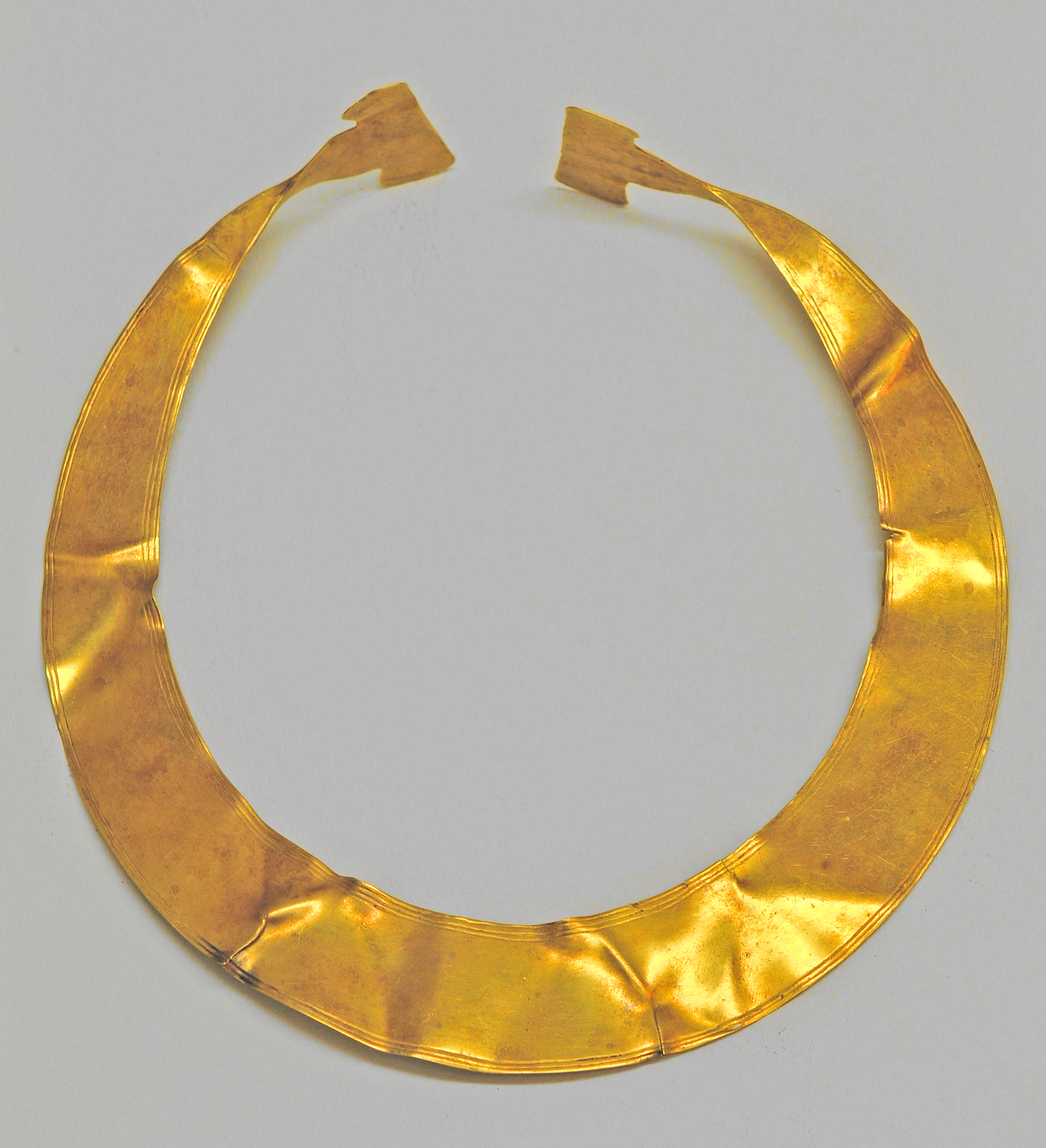
La lunule d'or de Schulenburg, exhumée en 1911 à Pattensen.

Le Musée régional de Basse-Saxe possède une importante collection archéologique, contenant des découvertes uniques d'artefacts montrant le développement économique et technologique des établissements humains. L'exposition couvre près de 500 000 ans d'histoire, du Paléolithique à la fin du Moyen Âge, des premières cultures de chasseurs-cueilleurs à l'épanouissement de la vie métropolitaine.
- Vestiges tirés de la tombe du cavalier de Hankenbostel (IIe siècle) ;
- La lunule de Schulenburg, découverte en 1911 à Pattensen, près de Hanovre, est typique de l'orfèvrerie du Bronze ancien (IIe millénaire av. J.-C.) en Irlande.

Le département d'archéologie est soutenu par la Société régionale de Préhistoire de Basse-Saxe (Niedersächsischer Landesverein für Urgeschichte),.